# Le Songe de la lumière
Pour les articles homonymes, voir Le Songe (homonymie).
Pour plus de détails, voir Fiche technique et Distribution.
Le Songe de la lumière (El sol del membrillo, littéralement comme Le Soleil du coing, en référence à la façon dont la lumière du soleil baigne les fruits d'un cognassier, arbre que le peintre Antonio López est en train de peindre tout le long du film) est un film espagnol réalisé par Víctor Erice et sorti en 1992.

## Synopsis
Antonio plante un arbre pour le peindre, au fil des années...

## Fiche technique
- Titre : Le Songe de la lumière
- Titre original : El sol del membrillo
- Réalisation : Víctor Erice
- Scénario : Víctor Erice et Antonio López García
- Production : Carmen Martinez (productrice) et María Moreno
- Musique : Pascal Gaigne
- Photographie : Javier Aguirresarobe et Ángel Luis Fernández
- Montage : Juan Ignacio San Mateo
- Pays d'origine : Espagne
- Format : Couleurs - Stéréo
- Genre : Documentaire de création
- Durée : 133 minutes
- Date de sortie : 1992

## Distribution
- Antonio López García : lui-même
- Marina Moreno
- Enrique Gran
- María López
- Carmen López
- Elisa Ruiz

## Récompenses
- Prix du jury au Festival de Cannes 1992

## Autour du film
- Le peintre Antonio Lopez Garcia est un des artistes préférés de Pedro Almodóvar. Ce dernier était d'ailleurs dans le jury du Festival de Cannes lorsque le film fut présenté en 1992. Bien que le président du jury Gérard Depardieu ne fut guère convaincu par le film, Almodóvar et quelques autres réussirent à le convaincre de lui attribuer le Prix du Jury[1].